# Josefschwestern von Lyon
Die Josefschwestern von Lyon (französisch: Soeurs de Saint Joseph de Lyon, englisch: Sisters of Saint Joseph of Lyon, spanisch: Hermanas de San José de Lyon; Ordenskürzel: CSJ) sind seit 1650 eine weibliche römisch-katholische Ordensgemeinschaft, die weltweit karitativ tätig ist. 

## Geschichte
Der Jesuit Jean-Pierre Médaille (1610–1669) gründete 1650 in Le Puy mit Unterstützung des Ortsbischofs Henri de Maupas (1604–1680) eine Frauenkongregation, die sich statt des kontemplativen Klosterlebens der tätigen Nächstenliebe widmete und als erstes die Leitung des Spitals in der Rue Montferrand übernahm.
Die sich rasch ausbreitende Kongregation mit zahlreichen kleinen Schwesterngemeinschaften wurde durch die Französische Revolution zerstreut, aber 1807 durch die überlebende Saint-Jean Fontbonne (1759–1843) in Saint-Étienne neu gegründet und auf Initiative von Kardinal Fesch und mit Hilfe von Claude Cholleton (1751–1807) schon bald auch in Lyon wieder eingerichtet (Mutterhaus ab 1816 in der 26, Rue des Chartreux, heute auch: 66, rue Pierre Dupont und 40, rue de l’Abbé Boisard).
Im 19. und 20. Jahrhundert kam es zu einer erheblichen Ausbreitung, zuerst in Frankreich (vor allem in der südlichen Hälfte), ab 1834 auch in den USA und Kanada, ab der Jahrhundertwende weltweit. In einer ersten Bewegung machten sich viele Gründungen selbständig, nach dem 2. Vatikanischen Konzil kam es zu einer teilweisen Wiedervereinigung. Aus der Lyoner Mutterkongregation sind weltweit 48 eigene Kongregationen hervorgegangen, die in 55 Ländern insgesamt 13 000 Mitglieder haben. Die Europäische Provinz ist neben Frankreich in Belgien und der Schweiz vertreten. Daneben gibt es eine eigene Englisch-irische Provinz. Die Kongregation ist als Nichtregierungsorganisation anerkannt. Ihr Wahlspruch lautet: „Im Herzen der Welt“.

## Oberinnen (unvollständig)
- 1650–???: Françoise Eyraud
- 1816–1839: Saint-Jean (Jeanne) Fontbonne (1759–1843, Eintritt 1778 in Monistrol-sur-Loire)
- 1839–1867: Marguerite-Marie-Virginie Tézenas du Montcel (Schwester Sacré-Cœur de Jésus, 1795–1867)
- 1867–1875: Marie-Louise
- 1875–?: Alphonse de Liguori

### Konstitutionen
- Constitutions pour la petite congrégation des sœurs de Saint-Joseph, établies dans le diocèse de Lyon. 2. Auflage. Maison-mère des sœurs de Saint-Joseph, Lyon 1858.

### Anfänge
- Marie-Louise Gondal: Les origines des Sœurs de Saint-Joseph au XVIIe siècle. Histoire oubliée d’une fondation Saint-Flour – Le Puy (1641–1650–1661). Les Éditions du Cerf, Paris 2000, ISBN 2-204-06468-8.
- Marta Maria Pesce: Jean-Pierre Médaille (1610–1669). Sulle tracce di un fondatore “nascosto”. Primalpe. Cuneo 2016.
- Marguerite Vacher: Des « régulières » dans le siècle. Les sœurs de Saint-Joseph du Père Médaille aux XVIIe et XVIIIe siècles. Adosa, Clermont-Ferrand 1991.

### Oberinnen
- Jean-Joseph Rivaux: Histoire de la révérende mère du Sacré-Coeur de Jésus (née Tezenas Du Montcel), supérieure générale de la congrégation des soeurs de Saint-Joseph de Lyon, précédée d’une notice sur les origines de cette congrégation et sur la R. M. Saint-Jean, née Fontbonne. Baratier et Dardelet, Grenoble, und Briday, Lyon 1878.
- Jean-Joseph Rivaux: Vie de la révérende mère Saint-Jean, née Jeanne Fontbonne, fondatrice et première supérieure générale de la congrégation des sœurs de Saint-Joseph de Lyon. Grenoble, Baratier et Dardelet, Grenoble 1885. 
  - Life of Rev. Mother St. John Fontbonne, foundress and first superior-general of the congregation of the Sisters of St. Joseph in Lyons. Sisters of St. Joseph (Chestnut Hill, Philadelphia, Pa.), New York 1887.
- Mère Saint Jean Fontbonne, fondatrice de la congrégation de Saint-Joseph de Lyon, restauratrice de l’institut. Desclée de Brouwer, Paris 1929.
  - Mary Leonilla: Mother Saint John Fontbonne. Foundress of the congregation of the Sisters of Saint Joseph of Lyons. Kennedy, New York 1936.
- Mary Dolorosa Mannix: The living fountain. The story of Mother St. John Fontbonne. Wetzel Pub. Co., Los Angeles 1951.
- Maria Saravia: In spirit and in truth. Mother Saint John Fontbonne. Hallowell Printing Co., 2007.

### Gesamtdarstellungen
- La congrégation de Saint Joseph de Lyon. Letouzey et Ané, Paris 1927.
- Albert Bois: Les Soeurs de Saint-Joseph. Les Filles du petit dessein, de 1648 à 1949. Éditions et imprimeries du Sud-Est, Lyon 1950.